# مارتا بينافيدس
مارتا بينافيدس (مواليد 1943) زعيمة دينية نسوية من السلفادور. هي عالمة لاهوت، وزيرة معمدانية أمريكية، دائمة الثقافة، ومعلمة، وفنانة.